# Piletocera confinalis
Piletocera confinalis là một loài bướm đêm trong họ Crambidae.